# Lannéanou
Lannéanou è un comune francese di 370 abitanti situato nel dipartimento del Finistère nella regione della Bretagna.

## Società

### Evoluzione demografica
Abitanti censiti